# Anodonthyla moramora
Anodonthyla moramora es una especie de anfibio de la familia Microhylidae.

## Distribución geográfica
Es endémica del sureste de Madagascar. Se encuentra sólo en la región del parque nacional de Ranomafana, que está a una altitud de 550 a 1.000 m s. n. m.

## Morfología
Miden entre 15 y 16,5 mm.